# Trimerofitòfits
Els trimerofitòfits (Trimerophytophyta) són una divisió de plantes del Devonià que conté gèneres com Psilophyton. El grup és probablement parafilètic, i es creu que és el grup ancestral d'on han evolucionat tant les falgueres com les plantes amb llavors.

## Etimologia
El terme Trimerophytophyta prové de les arrels del grecs que signifiquen tres (tria -τρία); parts (meros -μέρος); planta (phyto -φυτό).

## Característiques
La mida dels trimerofitòfits era variable des de pocs centímetres fins a un metre d'alçada. Els de mida grossa estaven entre les plantes més grosses de l'inici del Devonià. Com per exemple l'espècie Pertica quadrifaria trobada a l'estat de Maine, que ha assolit la categoria oficial de "fòssil emblemàtic estatal".
Els Trimerophytophyta se semblen molt als Rhyniophyta, i Bierhorst (1971) els considerava una part (família) dels segons. Els Trimerophytophyta tenen esporangis homospores (produïen un sol tipus d'espora) terminals i branques laterals dicotòmiques. Però la tija principal té embrancament desigual d'una manera pseudomonopòdic per la qual cosa els Trimerophytophyta tenien un aspecte de plantes amb una tija principal i branques laterals petites. Aquestes plantes prosperaren durant el període Devonià però s'extingiren quan aquest període va finalitzar.